# 미쓰와다이역
미쓰와다이역(일본어: みつわ台駅, みつわだいえき 미쓰와다이에키[*])은 일본 지바현 지바시 와카바구에 있는 지바 도시 모노레일 2호선의 역이다.

## 역 구조
상대식 승강장 2면 2선의 고가역이다.

### 승강장
| 1 | 2호선 | 쓰가・지시로다이 방면 |
| 2 | 2호선 | 도부쓰코엔・지바 방면 |

## 역 주변
- 지바 미쓰와다이 우체국
- 미쓰와다이 단지
- 지바 은행 미쓰와다이 지점

## 역사
- 1988년 3월 28일: 영업 개시.
- 2009년 3월 14일: PASMO 도입.

## 사진

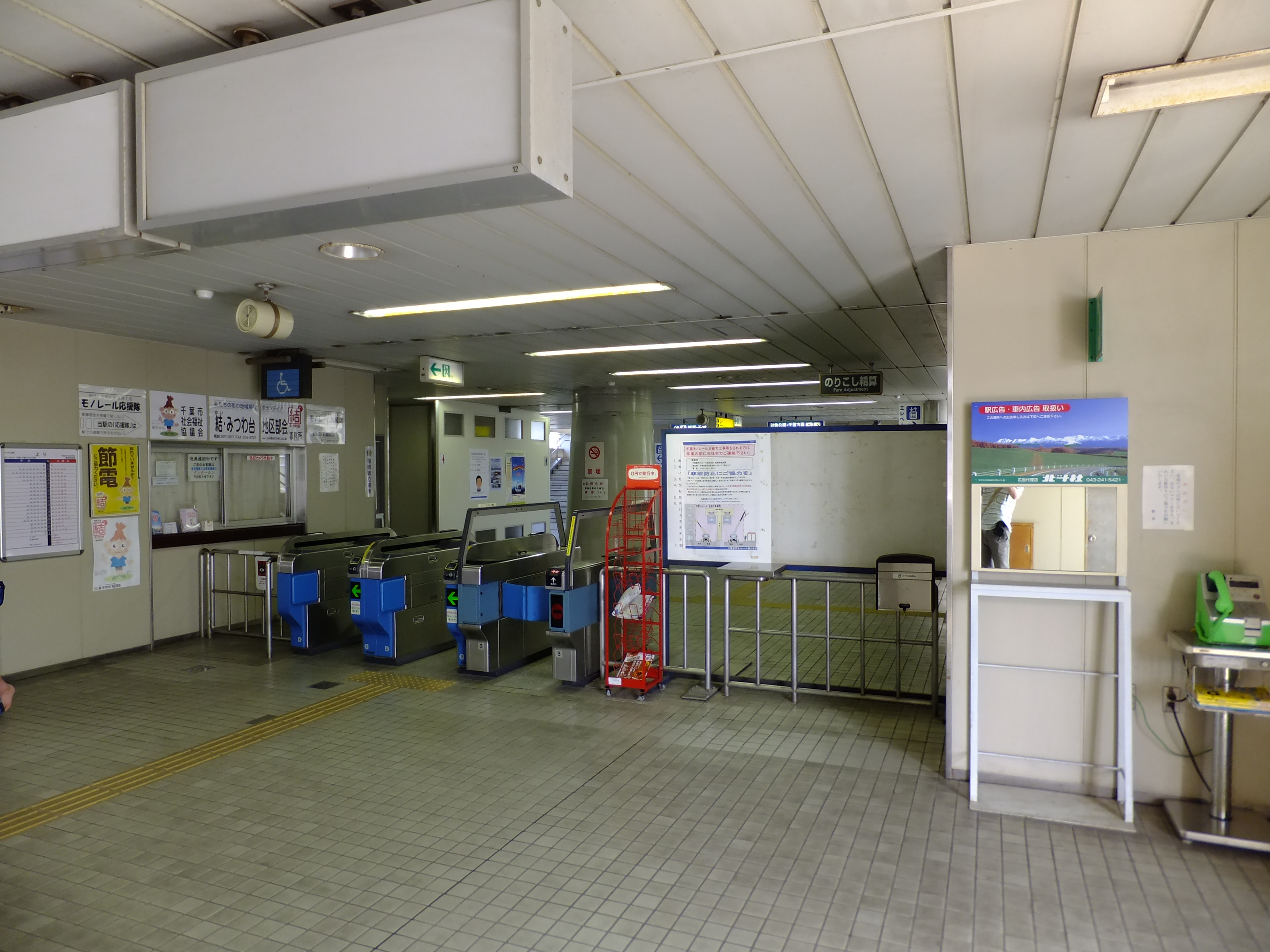
개찰구

## 인접역
| 지바 도시 모노레일 2호선 | 지바 도시 모노레일 2호선 | 지바 도시 모노레일 2호선 |
| ------------------------ | ------------------------ | ------------------------ |
| 도부쓰코엔 지바 방면     |                          | 쓰가 지시로다이 방면     |